# Candelaria (Texas)
Pour les articles homonymes, voir Candelaria.
Candelaria (en anglais [kændɪˈlɛəriə]) est une zone non incorporée située dans le comté de Presidio, dans l’État du Texas, aux États-Unis. Sa population s’élevait à 75 habitants lors du recensement de 2010.

## Source de la traduction
- (en) Cet article est partiellement ou en totalité issu de l’article de Wikipédia en anglais intitulé « Candelaria, Texas » (voir la liste des auteurs).